# حويض
الحويض قرية تونسية تقع في جنوب ولاية بنزرت وشمال البلاد وشمال معتمدية زهانة اوتيك يتواجد في الحويض  قصر زين العابدين بن علي الرئيس التونسي المسقوط في يوم  الجمعة الموافق للـ 14 من كانون الثاني/يناير 2011 م 

## اقتصاد
تعتمد قرية الحويض على اهلها في اقتصدها حيث تكثر هناك اليد العاملة التي تعمل في حقول الزراعة مثل الخوخ والقمح والشعير وتربية المواشي والعمل أيضا في المنطقة الصناعية الموجودة في معتمدية اوتيك

## المؤسسات
توجد في الحويض مؤسسات مثل مدرسة ابتدائية ودار ثقافة ومقهى انترنات وملعب كرة قدم صغير وطرق معبدة قام بانشائها زين العابدين بن علي للوصول إلى قصره القابع في جبال المدينة 

## القصر
قام زين العابدين بن علي بإنشاء قصر في جبال مدينة الحويض القصر مبني على الطريقة الحديثة، مبنى كبير ذو طابق واحد سطحه معزز بالقرمد الأحمر يوجد طريق معبد للوصول إلى القصر بسلاسة يوجد أيضا حديقة واسطبل احصنة  
و مزرعة صغيرة تضم اشجار خوخ وفي يوم  السبت الموافق للـ 15 من كانون الثاني/يناير 2011 م بعد يوم من سقوط
زين العابدين بن علي قامة أعمال النهب والسرقة مما أدى باحراق القصر  ونهبه 